# NORAD追踪圣诞老人

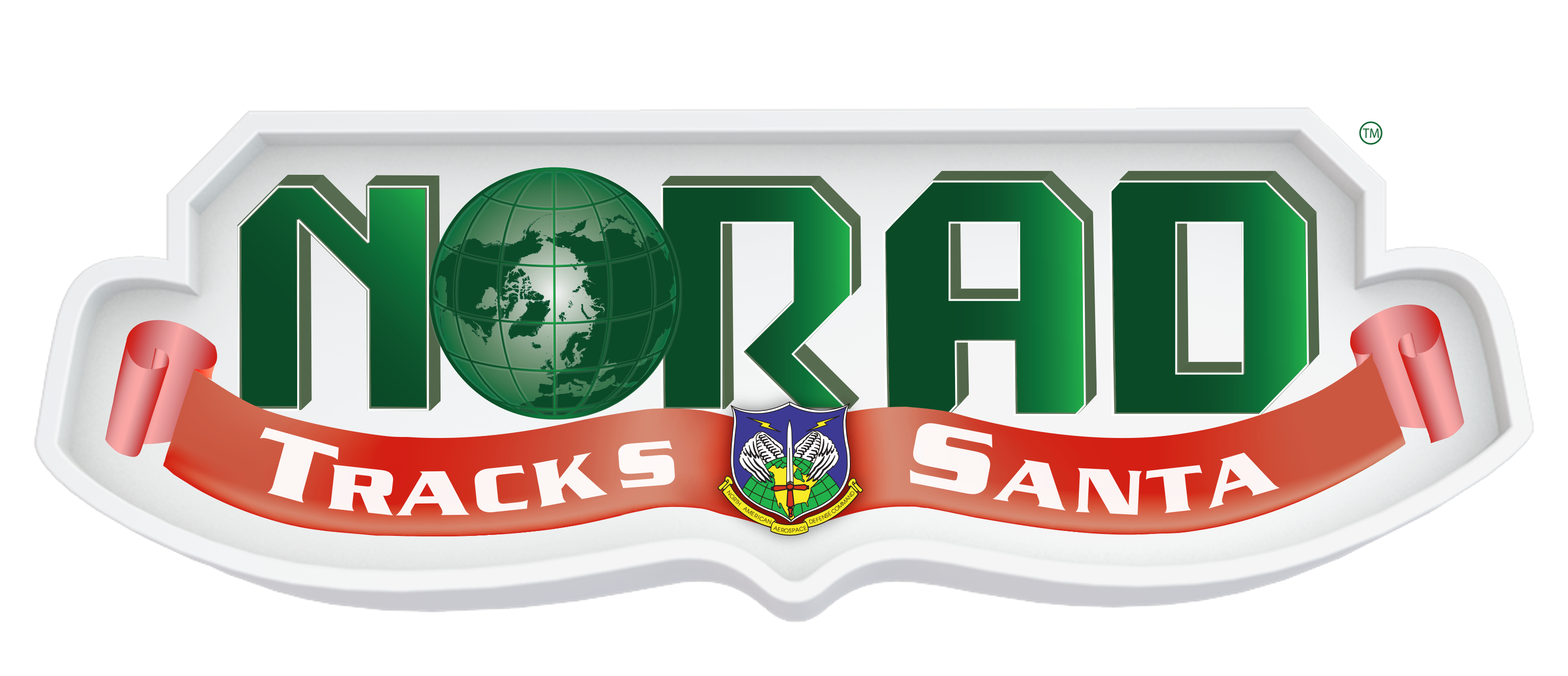
2008 年 LOGO

NORAD 追踪圣诞老人（NORAD Tracks Santa）是北美防空司令部（NORAD）运作的一个公关网站。50多年来，北美防空司令部及其前身北美大陆防空司令部的许多故事，講述他們如何使用強大的軍事追蹤系統（例如遠端早期預警防線）追蹤聖誕老人在聖誕節前夕的行蹤。

## 历史

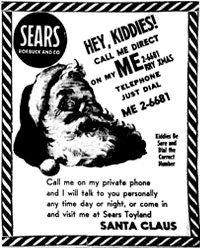
1955年印錯電話號碼的Sears廣告。

1955年，位于美国科罗拉多斯普林斯的西爾斯百貨在报纸上刊登了一则广告，鼓励孩子们通过一个特别的电话号码给圣诞老人打电话。但是广告上给出的热线电话号码出现了印刷错误，原本应该打给“圣诞老人”的电话全部转接到北美大陆防空司令部（北美防空司令部的前身）的指挥中心热线上。Harry Shoup上校在圣诞前夜接到了第一通电话，一个6岁的男孩在电话中讲出他的圣诞愿望。上校并没有觉得这是件可笑的事情，于是在他接到第二通电话时，向孩子的母亲询问情况后终于明白事情原委。于是他下令要求所有工作人员必须给打进电话的所有孩子提供圣诞老人当前的位置。

1958年，美国和加拿大将两国的防空军事机构合并成北美防空司令部，但这一传统仍保留下来 。司令部在志愿者的帮助下，于平安夜向打入电话的孩子们和主流媒体报告圣诞老人的最新位置。科罗拉多州夏延山和彼得森空军基地的许多军人和家人朋友一起成为志愿者，在司令部的跟踪圣诞老人中心度过平安夜，为上千名打入电话的人们提供帮助。目前，约800名服务人员和他们的家人志愿在美国山区标准时间12月24日2时至12月25日2时之间轮班工作。
1997年，加拿大軍方Jamie Robertson少校在互联网上设立了“NORAD 跟踪圣诞老人”网站，使得全世界的人都可以在平安夜获得圣诞老人的“最新位置”。2004年，北美防空司令部收到了35,000封电子邮件、55,000通电话和来自181个国家的9.12亿次网站访问量。2006年，司令部更是收到了来自210个地区的50万个电话。

## 网站服务

2007年的地图截图

2006年，网站开始使用微软3D虚拟地球来显示圣诞老人的位置。2007年开始则使用Google地球。网站上用电脑绘图生成圣诞老人飞越各个城市的上空，并每小时更新一次。同时，网站也会制作一些视频，并由司令部的工作人员配音，解说圣诞老人正在经过的城市的一些基本情况。在地图上，圣诞老人的位置则每5分钟更新一次。2009年，除了传统的网站（页面存档备份，存于）之外，NORAD还提供了供手机用户使用的m.noradsanta.org移动网站，并同时在NORAD追踪圣诞老人的X（前Twitter）上提供圣诞老人的最新动向。

## 公司赞助
跟踪圣诞老人项目只花费了政府专用基金的极少部分，因为它得到许多公司和个人的捐赠。服务器、网站设计、视频制作、跟踪地图和电信服务等等，所有的设备和服务都是赞助商及个人赞助提供的。WHOIS查询结果显示，域名所有人是Analytical Graphics，2008年网站的主要赞助由Google和博思艾伦提供。